# Atelierschule Zürich
Die Atelierschule Zürich an der Plattenstrasse in Zürich wurde 2003 als Mittelschule der Rudolf Steiner Schule Sihlau und der Rudolf Steiner Schule Zürich gegründet. Seit dem Schuljahr 2009/2010 bildet die Rudolf Steiner Schule Winterthur die dritte Trägerschule. Die Atelierschule Zürich bietet den Bildungsgang IMS (Integrative Mittelschule) und als einzige Waldorfschule in der Schweiz auch eine kantonal und eidgenössisch anerkannte Hausmatur an. Zusammen werden rund 280 Schüler und Schülerinnen unterrichtet. Die Schulgebäude befinden sich an der Plattenstrasse 33, 37, 50, 52 und 77 sowie an der Zürichbergstrasse 27.

## Organisation

### Trägerschulen
Folgende Schulen sind Trägerschulen der Atelierschule Zürich:
- Rudolf Steiner Schule Sihlau (seit 2003)
- Rudolf Steiner Schule Zürich (seit 2003)
- Rudolf Steiner Schule Winterthur (seit 2009)

### Trägerverein
Der Vereinszweck lautet: «Zweck des 2003 mit der Atelierschule begründeten Trägervereins ist die Bildung der Trägerschaft der Atelierschule Zürich, welche die Unterstützung, Weiterentwicklung und Förderung der Atelierschule als selbständiger Mittelschule im Sinne der Pädagogik Rudolf Steiners anstrebt. Der Trägerverein basiert auf einem Kooperationsvertrag der Rudolf Steiner Schulen Sihlau, Winterthur und Zürich, die zusammen mit der Atelierschule einen Schulverbund bilden. Der Verein ist konfessionell neutral und verfolgt keinen Erwerbszweck. Der Verein verwaltet die finanziellen Mittel und fördert die Schule als gemeinnützige und öffentlich zugängliche Einrichtung des Bildungslebens.»  Mitglieder des Trägervereins sind die Schulvereine der Rudolf Steiner Schulen Sihlau, Winterthur und Zürich als juristische Personen und interessierte Eltern, Lehrkräfte, Schulfreunde und Gönner. Der Vorstand wird von der Mitgliederversammlung gewählt und besteht aus aktiven oder ehemaligen Eltern und Experten von aussen, die sich für die Belange der Atelierschule einsetzen möchten. Das Kollegium bildet ein unabhängiges Organ des Vereins, das die Schulleitung wählt. Die Geschäfte des Vereins werden in enger Zusammenarbeit mit Schulleitung und Kollegium geführt. Eine Kontrollstelle prüft die Jahresrechnung des Vereins.

### Finanzierung
Die Atelierschule Zürich ist eine Privatschule und wird durch Elternbeiträge finanziert. Diese werden pro Familie bezahlt und sind einkommensabhängig. Familien, die von einer der drei Trägerschulen Sihlau, Zürich oder Winterthur kommen, leisten ihre Familienbeiträge gemäss den Elternbeitragsordnungen der jeweiligen Trägerschule. Stammt die Familie von einer anderen Rudolf Steiner Schule in der Schweiz, so wird der Schulbeitrag an die jeweilige Stammschule bezahlt, die dann den Beitrag an die Atelierschule Zürich leistet. Mit Familien, die weder von einer Trägerschule noch von einer Stammschule kommen, wird der Familienbeitrag mit der Elternbeitragskommission (EBK) vereinbart. Der Familienbeitrag liegt meist zwischen 600 und 2600 Franken pro Monat und Familie. Die Kosten für Schulmaterial und Praktika sind nicht in den Elternbeiträgen enthalten. Wenn eine Familie nicht selber für die vollen Schulkosten aufkommen kann, kann von der Stiftung Stipendienfonds Zürcher Rudolf Steiner Schulen ein Vorfinanzierungsdarlehen bezogen werden.

### Schülerforum
Das Schülerforum ist die Plattform für Anliegen und Veranstaltungen der Schüler. Es setzt sich zusammen aus jeweils zwei Delegierten pro Klasse, die mit Kollegiumsmitgliedern zusammenarbeiten. Im Schülerforum werden semesterweise Rückblicke auf Unterricht und Schulkultur sowie Berichte zu Organisation und Infrastruktur erarbeitet. Es werden regelmässig Veranstaltungen wie Politik-Podiumsdiskussionen oder Vorträge organisiert.

### Elternforum
Das Elternforum ist die Plattform für die Elternschaft. Es bildet die Verbindung zwischen Eltern und Lehrerkollegium. Das Elternforum setzt sich zusammen aus Vertretern aller Klassen und trifft sich einmal im Quintal sowie nach Bedarf.

### Vermittlungsstelle
Die Vermittlungsstelle dient dazu, in Konflikten zwischen an der Schule beteiligten Personen zu vermitteln. Sie hat 4 Mitglieder und ist paritätisch aus Elternschaft und Kollegium zusammengesetzt. Mitglieder können von Elternschaft, Schülerschaft und Kollegium zur Wahl vorgeschlagen werden.

### Qualitätsentwicklung
Für ihr Qualitätsmanagement arbeitet die Atelierschule Zürich mit dem international anerkannten Verfahren Wege zur Qualität. Die Auditierung und Zertifizierung liegt bei der Gesellschaft Confidentia, die von der schweizerischen Akkreditierungsstelle SAS für die unabhängige Zertifizierung des Qualitätsverfahrens zugelassen ist. Nach der Erstauditierung 2009 wurde die Schule zertifiziert. Es finden jährlich Zwischenaudits statt. Im Jahr 2012 wurde die Schule rezertifiziert.

## Bildungsgänge
Schüler beider Bildungsgänge besuchen integrativ die Klassenstufen 10–12. Zur Erlangung der Maturität schliesst die 13. Klasse an.

### Bildungsgang Maturität
Ab der 11. Klasse besuchen Schüler im Bildungsgang Maturität Zusatzstunden in Fremdsprachen und Naturwissenschaften. Sie können zwischen allen drei Ateliers (Schwerpunktfächern) wählen.

### Bildungsgang IMS
Das Abschlusszertifikat Integrative Mittelschule IMS der Rudolf Steiner Schulen in der Schweiz nach der 12. Klasse bietet Anschluss an Berufsbildung, Berufsausbildung, Höhere Fachschulen und bestimmte Studienrichtungen der Fachhochschulen. Schüler im Bildungsgang IMS können wie die Schüler im Bildungsgang Maturität zwischen allen drei Ateliers (Schwerpunktfächern) wählen.

## Atelier-Unterricht (Schwerpunktfächer)
Es werden drei Ateliers (Schwerpunktfächer) angeboten:

### Atelier Bildnerisches Gestalten
Das Atelier Bildnerisches Gestalten umfasst die drei Ateliers Bildnerisches, Dreidimensionales und Textiles Gestalten.

### Atelier Biologie & Chemie
Im Atelier Biologie & Chemie wird praxisbezogen mit eigenen Studienprojekten im Labor gelernt und gearbeitet.

### Atelier Musik
Das Atelier Musik umfasst die Ateliers Musik und Musik-Tanz-Theater.